# هیوکی ۵۰۷۲
سیارک ۵۰۷۲ (به انگلیسی: 5072 Hioki، نامگذاری:1931TS1) پنج هزار و هفتاد و دومین سیارک کشف شده‌است که در ۹ اکتبر ۱۹۳۱ و در هایدلبرگ کشف شد.
قدر مطلق سیارک برابر ۱۲٫۲۰ است.